# NGC 4352
NGC 4352 је лентикуларна галаксија у сазвежђу Девица која се налази на NGC листи објеката дубоког неба.
Деклинација објекта је + 11° 13' 4" а ректасцензија 12h 24m 4,9s. Привидна величина (магнитуда) објекта NGC 4352 износи 12,5 а фотографска магнитуда 13,5. Налази се на удаљености од 13,4000 милиона парсека од Сунца. NGC 4352 је још познат и под ознакама UGC 7475, MCG 2-32-23, CGCG 70-44, VCC 698, PGC 40313.